# Arrow (série de televisão)
Arrow foi uma série de televisão americana desenvolvida por Greg Berlanti, Andrew Kreisberg e Marc Guggenheim, transmitida pela emissora The CW de 10 de outubro de 2012 a 28 de janeiro de 2020, e estrelada por Stephen Amell. A série é baseada no personagem Oliver Queen / Arqueiro Verde da DC Comics, um homem que, depois de cinco anos preso em uma ilha hostil, volta para casa e se torna um herói empunhando um arco e flecha chamado de Arqueiro Verde.
Situada no mesmo universo fictício de The Flash e Legends of Tomorrow, a série foi oficializada no primeiro semestre de 2012, tendo 23 episódios para a primeira temporada, que estreou em 10 de outubro de 2012. A segunda temporada foi lançada em 9 de outubro de 2013, a terceira temporada foi lançada em 8 de outubro de 2014, a quarta temporada foi lançada em 7 de outubro de 2015 e a quinta temporada foi lançada no dia 5 de outubro de 2016.
Arrow recebeu críticas positivas de vários críticos. A série teve em média cerca de 3.68 milhões de espectadores ao longo da primeira temporada e recebeu vários prêmios e indicações. Para promover a série, uma história em quadrinhos de pré-visualização foi lançada antes da série de televisão começar, enquanto webisódios que caracterizam um produto tie-in com a empresa Bose foram desenvolvidos para a segunda temporada. Em outubro de 2014, uma série spin-off situada no mesmo universo, intitulada The Flash, estreou. Em agosto de 2015, um spin-off animado, Vixen, foi lançado, enquanto uma outra série spin-off, Legends of Tomorrow, estreou em janeiro de 2016, com vários personagens de Arrow e The Flash.

## Sinopse
A série segue Oliver Queen, um playboy bilionário de Starling City, que passa cinco anos naufragado em uma ilha misteriosa. Após seu retorno à Starling City, ele se reencontra com sua mãe, Moira Queen, sua irmã, Thea Queen, e seu melhor amigo, Tommy Merlyn. A série centra-se em Oliver reacendendo seus relacionamentos, passando as noites caçando, e, às vezes, matando criminosos como um vigilante encapuzado. Ele descobre uma conspiração para destruir os Glades, o bairro mais pobre da cidade que se tornou sobreposta com a criminalidade. John Diggle e Felicity Smoak ajudam Oliver em sua jornada. Oliver também se reconecta com a ex-namorada, Laurel Lance, que ainda está irritada com seu envolvimento na morte presumida de sua irmã. A série também apresenta flashbacks de Oliver na ilha, e mostra como ela o mudou.

## Episódios
| Temporada | Temporada | Episódios | Episódios | Originalmente exibido | Originalmente exibido | Nielsen ratings | Nielsen ratings                       |
| Temporada | Temporada | Episódios | Episódios | Estreia da temporada  | Final da temporada    | Rank            | Média de telespectadores (em milhões) |
| --------- | --------- | --------- | --------- | --------------------- | --------------------- | --------------- | ------------------------------------- |
|           | 1         | 23        | 23        | 10 de outubro de 2012 | 15 de maio de 2013    | 130             | 3.68                                  |
|           | 2         | 23        | 23        | 9 de outubro de 2013  | 14 de maio de 2014    | 128             | 3.28                                  |
|           | 3         | 23        | 23        | 8 de outubro de 2014  | 13 de maio de 2015    | 135             | 3.52                                  |
|           | 4         | 23        | 23        | 7 de outubro de 2015  | 25 de maio de 2016    | 145             | 2.90                                  |
|           | 5         | 23        | 23        | 5 de outubro de 2016  | 24 de maio de 2017    | 147             | 2.21                                  |
|           | 6         | 23        | 23        | 12 de outubro de 2017 | 17 de maio de 2018    | 181             | 1.76                                  |
|           | 7         | 22        | 22        | 15 de outubro de 2018 | 13 de maio de 2019    | 172             | 1.58                                  |
|           | 8         | 10        | 10        | 15 de outubro de 2019 | 28 de janeiro de 2020 | 120             | 1.52                                  |

### 1ª temporada - Starling City (2012–2013)
Oliver Queen é um playboy bilionário de Starling City, que passa cinco anos naufragado em uma ilha misteriosa. Após seu retorno à Starling City, ele se reencontra com sua mãe, Moira Queen, sua irmã, Thea Queen, e seu melhor amigo, Tommy Merlyn. Mas retornou com a missão de salvar sua cidade das pessoas que a destruíram, caçando nomes de uma lista que seu pai escreveu antes de sua morte. Posteriormente, Oliver descobre o envolvimento de sua mãe em uma conspiração feita pelo pai de Tommy, Malcolm Merlyn.Trata-se de um empreendimento com o objetivo de destruir os Glades, o bairro mais pobre de Starling, através de um dispositivo que pode causar um terremoto artificial. Em sua batalha final, Oliver derrota Malcolm mas não consegue impedir a ativação do dispositivo, e os Glades são consumidos pelo terremoto, matando milhares de pessoas, incluindo Tommy, que resgata Laurel dos escombros do C.N.R.I, deixando ela e Oliver em profunda tristeza.

### 2ª temporada - Mirakuru (2013–2014)
Oliver prometeu parar o crime sem matar criminosos, e vem sob o ataque de Slade Wilson, um homem da época de Oliver na ilha, que ressurge com uma sede de vingança contra ele. Oliver também deve lidar com forças externas para tentar assumir a Queen Consolidated, culpa de decisões que tomou no passado e segredos que sua família e amigos abrigaram. Oliver cresce para aceitar o aspirante a vigilante Roy Harper como seu protegido, e começa a receber assistência do pai de Laurel, Quentin Lance. Oliver também ganha outro aliado — uma misteriosa mulher de preto, que é finalmente revelada como a irmã de Laurel, Sara Lance, que tinha sobrevivido ao acidente que a naufragou no mar.

### 3ª temporada - A Liga dos Assassinos (2014–2015)
O Arqueiro se tornou um herói público em Starling City após a derrota de Slade Wilson. A Queen Consolidated é vendida para um rico empresário, cientista e aspirante a herói Ray Palmer. Oliver se esforça para trazer sua família unida de volta, um velho inimigo retorna, e Oliver torna-se envolvido em um conflito com Ra's al Ghul. Depois de um começo difícil, Laurel se propõe a seguir os passos de Sara como a Canário Negro. John Diggle esforça-se com seu novo papel como um homem de família, como Oliver não quis mais ele no campo após o nascimento da filha de John, enquanto Felicity Smoak começa uma nova carreira como vice-presidente da Queen Consolidated, que agora é chamada de Palmer Technologies.

### 4ª temporada - A Colméia (2015–2016)
Oliver assume o alter-ego "Arqueiro Verde". Ele e seus aliados lutam contra a organização terrorista C.O.L.M.É.I.A., comandada por Damien Darhk, que planeja destruir Starling City, que agora se chama Star City. John Diggle fica preocupado em encontrar a C.O.L.M.É.I.A. e descobrir a razão do assassinato de seu irmão, Andy. Thea se junta à equipe sob o pseudônimo de "Speedy", mas deve aprender a controlar a si mesma enquanto luta, como ela agora tem uma sede de sangue que pode nunca ser totalmente extinta como um efeito colateral do Poço de Lázaro. Laurel se esforça para trazer Sara de volta depois de saber da ressurreição do Poço. Oliver decide se candidatar a prefeito. Apesar de ter a felicidade encontrada com Felicity e planejar pedir ela em casamento, Oliver descobre que é o pai biológico de um menino que, sem saber, nasceu há dez anos de uma ex-namorada, Samantha Clayton, cuja descoberta ameaça desestabilizar seu relacionamento com Felicity, sua vida como o Arqueiro Verde, e sua campanha para prefeito.

### 5ª temporada - Fantasmas do Passado (2016–2017)
Recém-nomeado como prefeito, Oliver Queen se vê desafiado a lutar de duas formas pelo futuro de Star City. Com John Diggle de volta às forças armadas e Thea convencida a não colocar mais o traje de Speedy, o time do Arqueiro Verde é reduzido a apenas Oliver e Felicity, mas eles já não são os únicos vigilantes da cidade. A derrota pública de Damien Darhk pelas mãos do Arqueiro Verde tem inspirado uma nova frota de heróis mascarados, porém, suas inexperiências os tornam obstáculos, ao invés de aliados. Para piorar, a chegada de um novo adversário mortal obriga Oliver a enfrentar perguntas sobre seu próprio legado, tanto como prefeito como Arqueiro Verde.

### 6ª temporada - O Dragão (2017–2018)
Oliver Queen sofre com as consequências da batalha contra Adrian Chase e a explosão da ilha de Lian Yu, que matou Samantha, a mãe do seu filho William, e deixou sua irmã Thea em coma. O FBI passa a investigar Oliver, a fim de descobrir se ele é o Arqueiro Verde. Isso somado ao pedido do seu filho, solicitando que ele pare de ser o Arqueiro Verde, faz com que Oliver deixe o capuz com John Diggle, que tem dificuldades de adaptar-se como líder da equipe no início. Oliver passa a ser um pai mais presente e um prefeito também, entretanto com a iminente ameaça do hacker Cayden James, que formou uma gangue com Anatoly e Ricardo Diaz, Oliver retoma seu trabalho como vigilante e busca salvar a cidade da bomba que Cayden James está construindo para poder se vingar do assassino do seu filho.

### 7ª temporada - O Círculo (2018–2019)
Após fazer um acordo com o FBI em troca da ajuda para prender Ricardo Diaz, Oliver Queen admite que é o Arqueiro Verde para todos e é preso, porém na operação Ricardo Diaz cai no rio e foge secretamente. William e Felicity vão para o Programa de Proteção a Testemunhas, entretanto Ricardo Diaz os acha e quase mata os dois, isso faz com que Felicity resolva voltar para Star City e William é mandado para um internato na Inglaterra. Oliver enfrenta dificuldades na prisão por ser o Arqueiro Verde. Enquanto o Time Arrow foi desfeito após a prisão de Oliver, por causa da Lei Anti-Vigilante. Um novo vigilante imitando o Arqueiro Verde passa a caçar criminosos de Star City, esse novo vigilante causa uma rixa entre Dinah, que substituiu Quentin, após a sua morte, como capitã de polícia, e Rene, apoiador do novo imitador. Oliver tenta lidar com a prisão ao mesmo tempo que busca pistas sobre Ricardo Diaz.

### 8ª temporada - A Crise nas Terras Infinitas (2019–2020)
Oliver Queen recebe a visita do Monitor e é chamado por ele para cumprir o seu acordo, feito no Crossover Elseworlds, para salvar o universo da Crise das Infinitas Terras, então ele decide deixar Felicity e sua filha recém-nascida Mia, a fim de salva-las da Crise. Ele passa a executar uma série de tarefas que o Monitor requisita, porém ele nunca diz o real objetivo desses testes, fazendo com que Oliver comece a duvidar de seus reais objetivos.

## Elenco e personagens

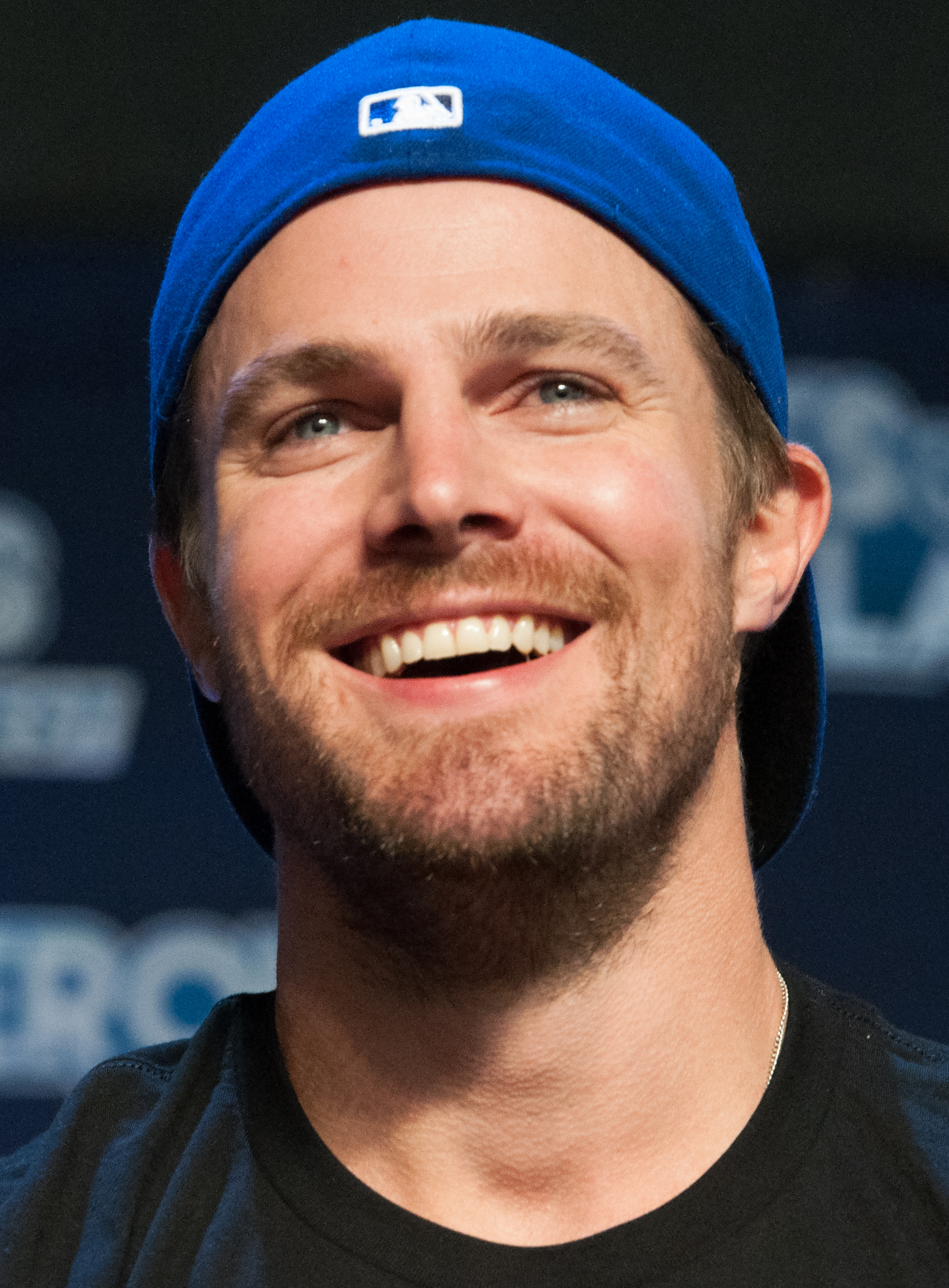
Stephen Amell estrela da série e personagem principal de Arrow.

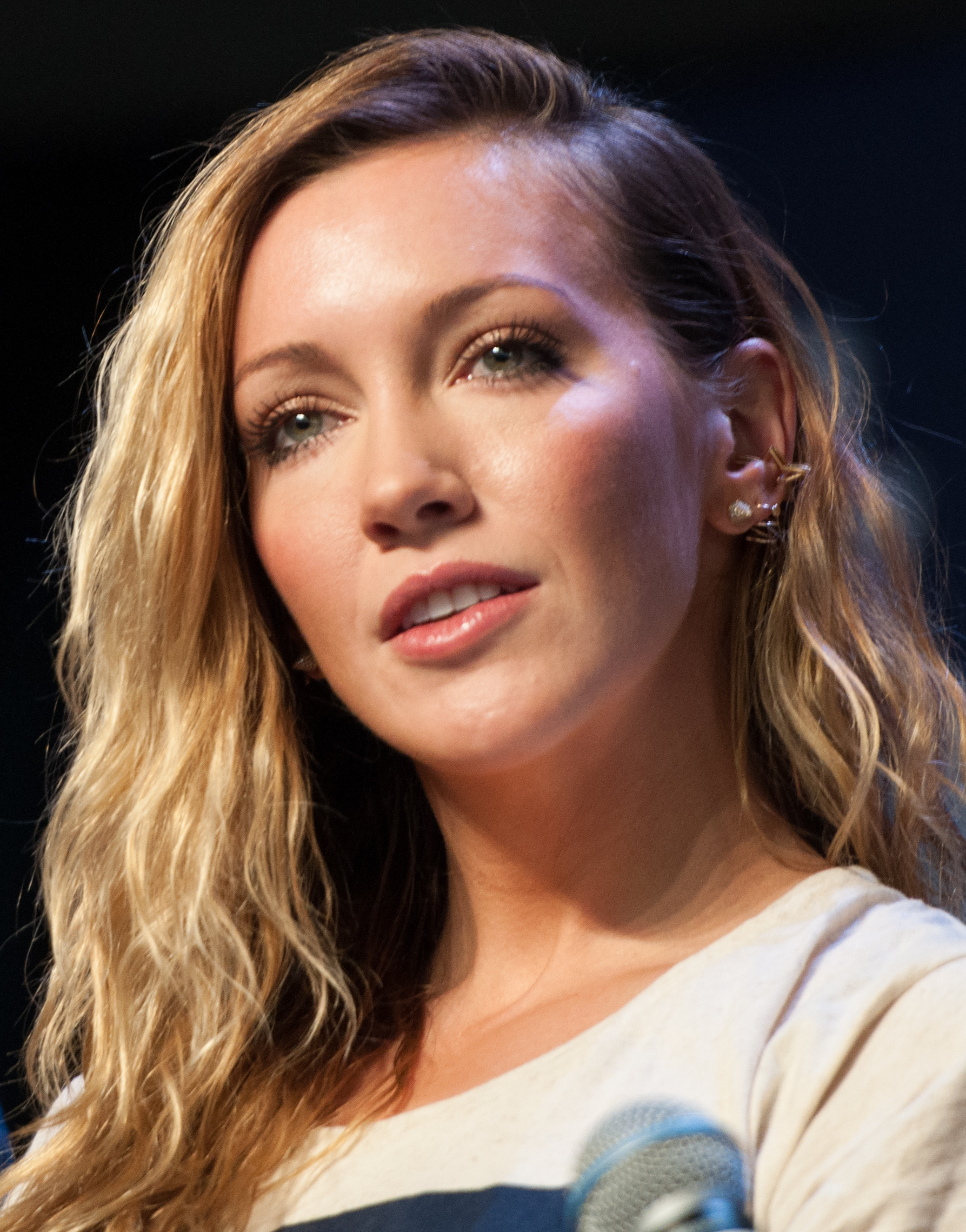
Katie Cassidy estrela da série e interprete de Laurel Lance / Canário Negro.

- Stephen Amell como Oliver Queen / Arqueiro / Arqueiro Verde:[14][15] Um playboy bilionário virou herói vigilante encapuzado que é conhecido inicialmente como "Capuz", "Vigilante" e simplesmente "Arqueiro". Ele é baseado no personagem da DC Comics, Arqueiro Verde. Ele sobrevive em uma ilha isolada por cinco anos após o naufrágio do iate de seu pai. Oliver retorna a sua cidade natal com uma missão - corrigir os erros de seu pai e salvar a cidade do crime que cresceu em sua ausência. Stephen Amell foi um dos primeiros atores a fazer o teste para o papel, e Kreisberg sentiu que "fez a escolha certa desde o início" e "todo mundo apenas sumiu em comparação". No final da sexta temporada, Oliver confessa que é o Arqueiro Verde e é enviado para a prisão onde é conhecido como "Detento 4587". O ator recebeu treinamento de arco e flecha. Para Amell, o apelo de interpretar Queen foi que ele viu vários papéis ligados ao mesmo personagem: "Existe o Queen, o playboy casual; o Queen, o herói ferido; o Queen, a amante; o Queen o homem de ação, etc." Stephen Amell também interpreta o Arqueiro Negro (doppelganger do Oliver da Terra-X) no crossover da sexta temporada "Crise na Terra-X".[16]

- Katie Cassidy Rodgers como Laurel Lance / Canário Negro (principal: temporadas 1–4) e Laurel Lance / Sereia Negra / Canário Negro (principal: temporadas 6–8):[17][18] Baseada no personagem da DC Comics com o mesmo nome,[19][20] uma advogada que virou vigilante e ex-namorada de Oliver Queen. Cassidy disse que foi atraída pelo show por Berlanti, Nutter, Kreisberg e Guggenheim, a quem ela chamou de inteligentes, criativos e ousados. Cassidy vê sua personagem como uma "cuidadora" de sua família, o que a levou a se tornar advogada. Ela disse: "Eu acho que ela é muito, muito motivada, e ela tem um coração enorme ... ela é sensível. Ela tem uma moral e valores realmente fortes e espera que todos os cumpram da maneira que ela faz".  A versão da Terra-1 do personagem morre perto do final da quarta temporada, mas Cassidy voltou para o elenco regular na sexta temporada como a versão da Terra-2 de sua personagem que apareceu pela primeira vez em The Flash.[21][22]

- Colin Donnell como Tommy Merlyn (principal: primeira temporada): O melhor amigo de Oliver, filho de Malcolm Merlyn e namorado de Laurel Lance. Seu personagem morre no final da temporada, mas Donnell reprisa seu papel em alucinações e flashbacks nas temporadas subsequentes, também interpreta seu doppelganger da Terra-X, Prometheus, e é representado pelo de Alvo Humano na sexta temporada.

- David Ramsey como John Diggle / Espartano: O parceiro, confidente e guarda-costas de Oliver, que se torna parte de sua equipe de vigilantes. Nomeado em homenagem ao escritor de quadrinhos Andy Diggle, e criado especificamente para o programa, Diggle foi projetado para ser o "igual em muitos aspectos" de Oliver. Guggenheim explicou ainda que as habilidades mútuas de Diggle são um meio de configurá-lo no início da série como confidente da personalidade de vigilante de Oliver.

- Willa Holland como Thea Queen / Speedy (principal: temporadas 1–6): Meia-irmã mais nova de Oliver; baseado em um personagem da DC Comics com características semelhantes. Mais tarde, é revelado que a personagem é filha de Malcolm Merlyn. Holland saiu da série na sexta temporada. Guggenheim afirmou que a porta está sempre aberta para a Holland retornar ao seu papel como Thea. Depois de deixar a série na sexta temporada, Holland retornou como atriz convidada especial durante a sétima e a oitava temporada.

- Susanna Thompson como Moira Queen (principal: temporadas 1 e 2): Mãe de Oliver e Thea. Ela é assassinada no final da segunda temporada.

- Paul Blackthorne como Quentin Lance (principal: temporadas 1–6): Pai de Laurel e Sara Lance e detetive da polícia de Starling City. O personagem é parcialmente baseado no personagem da DC Comics, Larry Lance. O personagem morre no final da sexta temporada.

- Emily Bett Rickards como Felicity Smoak / Sentinela (principal: temporadas 2–7): Apresentada como técnica de TI na Queen Consolidated, ela se torna parte da equipe de vigilantes de Oliver, adotando o codinome 'Observadora'. Ela é vagamente baseada no personagem com o mesmo nome, da série de quadrinhos "Fúria do Nuclear' de 1984. O personagem desenvolve um relacionamento romântico com Oliver, com o casal se casando durante o crossover 'Crise na Terra-X'. Ela se torna madrasta do filho de Oliver, William e mãe de sua filha Mia. Durante a quarta temporada, ela trabalha como CEO da Palmer Tech, e na sétima temporada funda sua própria empresa, a Smoak Technologies. Rickards foi inicialmente escalado como uma estrela convidada , mas foi promovido para o elenco regular na segunda temporada, depois de se tornar um personagem recorrente ao longo da primeira temporada. Descrevendo a personalidade do personagem, Rickards afirmou: "Felicity é realmente focada, e acho que esse foco pode ser avassalador. A coisa toda borbulhante / desajeitada é um produto do foco. Não acho que sejam partes por conta própria". Em março de 2019, Rickards anunciou que deixaria a série antes de sua temporada final. Ela retornará como convidada para o final da série.

- Colton Haynes como Roy Harper / Arsenal (principal: temporadas 2, 3 e 7), um personagem baseado no personagem da DC Comics com o mesmo nome. Ele também é o parceiro romântico de Thea Queen. Haynes foi promovido para o elenco regular de série no início da segunda temporada, após sua aparição recorrente na primeira temporada. Haynes deixou a série após a terceira temporada, quando seu contrato terminou, e mais tarde aparece como ator convidado na quarta e sexta temporadas (atribuindo sua partida à sua saúde mental e física na época), mas retornou para o elenco regular na sétima temporada e recorrente para a oitava temporada.

- Manu Bennett como Slade Wilson / Exterminador (principal: segunda temporada): um terrorista mercenário e internacional. Ele é baseado no personagem da DC Comics de mesmo nome. Bennett foi inicialmente escolhido como um personagem recorrente para a primeira temporada, antes de ser promovido para o elenco regular da série durante a segunda temporada.

- John Barrowman como Malcolm Merlyn / Arqueiro Negro (principal: temporadas 3 e 4): Um rico empresário que é o pai de Tommy e Thea. Ele serve como inimigo de Oliver. Ele é baseado no personagem da DC Comics, Merlyn. Depois de ser um ator convidado recorrente nas duas primeiras temporadas, Barrowman foi promovido para o elenco regular na terceira temporada. Barrowman reprisou o papel na quinta temporada durante o crossover "Invasão" e mais tarde com a aparente morte de seu personagem ocorrendo fora da tela, e novamente no crossover da sétima temporada "Elseworlds" em uma alucinação.

- Echo Kellum como Curtis Holt / Senhor Incrível (principal: temporadas 5–7): Baseado no personagem da DC Comics com o mesmo nome. Holt é um sábio tecnológico, inventor e medalhista de decatlo olímpico, que trabalha com Felicity na Palmer Technologies. Kellum foi promovido para o elenco regular na quinta temporada. Kellum saiu da série durante a sétima temporada, mas retornou para o final da temporada.

- Josh Segarra como Adrian Chase / Prometheus (principal: quinta temporada): Baseado nos personagens da DC Comics Adrian Chase e Prometheus. O novo promotor de Star City, ele é revelado mais tarde como o arqui-vilão Prometheus na quinta temporada. Ele é considerado um dos melhores vilões de Arrow; Chase cometeu suicídio no final da 5ª temporada como um último esforço para provar a Oliver que tudo o que ele toca morre.

- Rick Gonzalez como Rene Ramirez / Cão Raivoso (principal: 6–8): Um fuzileiro naval desonrosamente dispensado com uma filha afastada que se junta à equipe de vigilantes de Oliver. Ele é baseado no personagem da DC Comics de mesmo nome. Gonzalez foi promovido para o elenco regular a partir da sexta temporada.

- Juliana Harkavy como Dinah Drake / Canário Negro (principal: temporadas 6–8): Uma detetive disfarçada em Central City que mais tarde se junta à equipe de Oliver, assumindo o manto da Canário Negro. Harkavy foi promovido para o elenco regular a partir da sexta temporada.

- Kirk Acevedo como Ricardo Diaz (principal: 7ª temporada): Um traficante recentemente libertado de encarceramento que aterroriza Star City e mira em Oliver. Acevedo foi promovido o elenco regular para a sétima temporada.

- Sea Shimooka como Emiko Queen / Arqueiro Verde (principal: temporada 7): Meia-irmã paterna de Oliver e um vigilante que assume o manto do Arqueiro Verde após a prisão de Oliver.

- Katherine McNamara como Mia Smoak (principal: temporada 8): Filha de Oliver e Felicity no flash-forward nos anos 2040. Promovido para o elenco regular na oitava temporada.

- Ben Lewis como o William Clayton (adulto) (principal: temporada 8): Filho de Oliver e Samantha Clayton nos flash-forwards da década de 2040. Promovido para o elenco regular na oitava temporada.

- Joseph David-Jones como Connor Hawke (adulto) (principal: temporada 8): Filho biológico de Ben Turner, filho adotivo de Diggle,  um agente da Knightwatch nos flash-forwards da década de 2040. Promovido para o elenco regular na oitava temporada. Jones apareceu anteriormente em Legends of Tomorrow como John Diggle Jr. / Connor Hawke.

- LaMonica Garrett como Mar Novu / O Monitor (temporada 8): Um Multiversal testando diferentes Terras no multiverso em preparação para uma "crise" iminente. Ele fez sua primeira aparição no crossover do universo Arrow "Elseworlds"

## Produção

### Desenvolvimento
A confirmação da série ocorreu em fevereiro de 2012, quando a emissora The CW anunciou que iria produzir uma série baseada nos quadrinhos do herói Arqueiro Verde, da DC Comics.
Arrow foi desenvolvida para a televisão por Andrew Kreisberg, Greg Berlanti e Marc Guggenheim, enquanto o episódio piloto foi dirigido por David Nutter, que também dirigiu o episódio piloto da série Smallville. Arrow foi exibido pela primeira vez na emissora estadunidense The CW em 10 de outubro de 2012. A série é filmada em Vancouver, Colúmbia Britânica, no Canadá.
A série introduziu alguns personagens da DC Comics durante a primeira temporada, tais como Darren Shahlavi como Constantine Drakon, Michael Rowe como Floyd Lawton / Pistoleiro, Kelly Hu como Chien Na Wei / China White, Jeffrey Nordling como Frank Bertinelli, Currie Graham como Líder da Gangue Royal Flush, e Andrew Dunbar como Vagalume. John Barrowman estrelou como Malcolm Merlyn / Arqueiro Negro.
Em setembro de 2012, Tahmoh Penikett entrou no elenco como Nick Salvati, o braço direito de Frank Bertinelli. Foi anunciado em novembro de 2012 que Ben Browder interpretaria Ted Gaynor, Seth Gabel interpretaria Conde Vertigo, e Janina Gavankar daria vida a uma policial de Starling City, McKenna Hall. Posteriormente, no mesmo mês, foi anunciado que Manu Bennett interpretaria Slade Wilson / Exterminador, e participaria em vários episódios da série. Em dezembro de 2012, o ator Colton Haynes entrou para o elenco como Roy Harper / Arsenal.
Em fevereiro de 2013, Emily Bett Rickards foi promovida para o elenco principal da série. Em março de 2013, Colton Haynes também foi promovido ao elenco principal, assim como Manu Bennett. Celina Jade ingressou na série no papel de Shado. Em julho de 2013, foi anunciado que Summer Glau entraria no elenco recorrente da série como Isabel Rochev. No mesmo mês, Caity Lotz foi anunciada como a Canário Negro em um papel recorrente que mostraria "o início da história da Canário Negro", de acordo com Andrew Kreisberg. Mais tarde, o vice-presidente da The CW, Mark Pedowitz, relatou que Caity Lotz seria também a irmã de Laurel, Sara Lance.
Ainda em julho de 2013, na San Diego Comic-Con, foi revelado que Kevin Alejandro e Michael Jai White fariam parte do elenco como Sebastian Blood / Irmão Sangue e Ben Turner, respectivamente. Ainda na Comic-Con, foi anunciado que Greg Berlanti e Andrew Kreisberg, juntos de David Nutter e Geoff Johns, criariam uma série baseada no Flash, outro personagem da DC Comics, e que o personagem Barry Allen seria introduzido na segunda temporada de Arrow, participando em três episódios da série, sendo o último deles um episódio piloto para The Flash.
Em 15 de agosto de 2013, Bex Taylor-Klaus foi anunciada como Cindy / Pecado na segunda temporada de Arrow. Em 4 de setembro de 2013, Cynthia Addai-Robinson entrou para o elenco como Amanda Waller.
Em 13 de Setembro de 2013, o ator Grant Gustin foi anunciado como o intérprete de Barry Allen, em Arrow.

### Design

O traje do Arqueiro, interpretado por Stephen Amell, durante a primeira temporada.

A abordagem realista da série incluiu o figurino de vigilante do Oliver, criada por Colleen Atwood. De acordo com Amell, era importante que o traje fosse funcional, e a melhor maneira dele saber disso era se pudesse vestir a roupa sozinho: "Se eu posso vestir sozinho, acho que as pessoas vão gostar e essa foi a nossa ideia. Esse é o nosso mundo."
Na segunda metade da segunda temporada, Oliver substitui sua máscara de "tinta" por uma máscara de poliéster, semelhante à usada pelo personagem nos quadrinhos. A mudança é abordada na tela, com Kreisberg dizendo: "Ele não apenas coloca uma máscara. Na verdade, é um grande ponto de virada em um episódio, e há realmente uma história por trás, não apenas a necessidade da máscara, mas também quem a fornece." Ao adicionar a máscara, Kreisberg afirmou que: "Conceitualmente, era algo que queríamos fazer porque o próprio Oliver está evoluindo como Arqueiro - de vigilante a herói, de Arqueiro para Arqueiro Verde- e também queríamos ver essa progressão em seu figurino. Como Oliver está abraçando ser um herói, ser um herói significa sair do escuro e ser mais um símbolo, então ele precisa tomar medidas para esconder mais sua identidade." Ele acrescentou que isso "permitirá que o Arqueiro interaja com pessoas que não conhecem sua identidade de uma maneira muito mais orgânica do que tê-lo constantemente mantendo a cabeça baixa".
A figurinista Maya Mani reuniu cerca de 50 opções de máscaras para os produtores. Kreisberg disse: "O que há de mais maravilhoso no design que a Maya criou é que ele é realmente muito simples, e parece que faz parte do figurino dele desde o início ... quando finalmente tivemos essa máscara e a colocamos no Stephen [Amell], até o mesmo afirmou, 'Este é o caminho certo'. "No episódio "Três Fantasmas", Oliver recebe a máscara de Barry Allen, que foi capaz de criar uma máscara que ajudaria a ocultar seus sentimentos e identidade, enquanto ainda era funcional e permitiria que Oliver visse claramente.

### Música
Para compor a trilha sonora de Arrow, o produtor executivo Greg Berlanti convidou Blake Neely, com quem ele havia trabalhado pela primeira vez em Everwood. Neely criou uma partitura que combinava pistas eletrônicas e orquestrais, variando entre os temas de ação e os românticos. Berlanti disse a Neely que a série seria sombria, e a música também. Depois de ler o roteiro do piloto, Neely foi embora para começar a compor por conta própria. De acordo com Neely, "é claro, Oliver tem seu tema principal, mas também sub-temas para as várias camadas de seu personagem. Ele e Laurel têm um tema de amor. A mãe tinha um tema para o Empreendimento. Todos os bandidos têm temas, e isso me deixa triste quando um deles morre. Então, eu tento não me apegar a temas de bandidos. Diggle tem um tema. Até a própria ilha tem um tema." Uma trilha sonora da primeira temporada foi lançada em 17 de Setembro de 2013 pela WaterTower Music. Duas versões da trilha sonora da segunda temporada foram lançadas em 16 de Setembro de 2014 pela WaterTower Music e La La Land Records; o lançamento do CD inclui duas faixas exclusivas não disponíveis no lançamento digital. Em 18 de Dezembro de 2014, a WaterTower Music e a La La Records lançaram uma seleção de músicas dos episódios crossover de The Flash / Arrow, bem como duas faixas bônus de seus respectivos finais das meias temporadas de 2014. A trilha sonora da terceira temporada foi lançada em Dezembro de 2015, consistindo em 2 discos pela primeira vez (os álbuns anteriores consistiam em um CD).

## Marketing
No Brasil, a emissora Warner Channel estreou a série no dia 22 de outubro de 2012. No mesmo dia, a emissora americana The CW confirmou que a série teria 22 episódios em sua primeira temporada. Posteriormente, a emissora encomendou mais um, dando um total de 23 episódios. Em maio de 2013, o canal The CW anunciou que Arrow teria uma segunda temporada, que estreou em 9 de outubro de 2013, e, assim como a primeira, teve 23 episódios. Em fevereiro de 2014 foi anunciado a renovação da série para uma terceira temporada, que estreou em 8 de outubro de 2014.

## Transmissão
Arrow estreou na emissora The CW em 10 de outubro de 2012. A série também foi lançada na emissora CTV, no Canadá, no mesmo dia. Arrow estreou na África do Sul em outubro de 2012, e no Brasil, em 22 de outubro de 2012, através da emissora Warner Channel. Neste dia, Arrow também estreou no Reino Unido e na Irlanda. A série estreou na Austrália pela emissora Nine Network em 1 de maio de 2013. Em 2015, o canal brasileiro SBT, anunciou junto com outros títulos inéditos a compra da série.

## Recepção

### Resposta da crítica
| Temporada | Temporada | Resposta da crítica |
| Temporada | Temporada | Rotten Tomatoes     |
| --------- | --------- | ------------------- |
|           | 1         | 85% (36 reviews)    |
|           | 2         | 95% (12 reviews)    |
|           | 3         | 80% (9 reviews)     |
|           | 4         | 85% (10 reviews)    |
|           | 5         | 88% (13 reviews)    |
|           | 6         | 64% (7 reviews)     |
|           | 7         | 88% (221 reviews)   |
|           | 8         | 95% (79 reviews)    |

Arrow recebeu críticas favoráveis, com uma pontuação no Metacritic de 73/100, com base em comentários de 25 críticos. O site de avaliações Rotten Tomatoes deu índice de 85% de aprovação dos críticos e com uma classificação média de 7,47/10 baseado em 36 comentários. O site disse: "A CW acertou no alvo com Arrow, uma série inspirada em quadrinhos que se beneficia de sequências de ação cinematográficas, tramas fortes e personagens intrigantes". No IMDb, a série possui uma pontuação de 8.2 de 10 dentre cerca de 139.801 votos. Mary McNamara, do jornal Los Angeles Times, classificou a série como uma configuração interessante, com um olhar de qualidade, descrevendo Stephen Amell como o "garoto-propaganda ideal." Brian Lowry, da revista Variety, descreveu a série como um substituto bom para Batman.
A segunda temporada da série recebeu no Metacritic uma pontuação de 8.7/10 com base nas críticas do usuário. Segundo a revista Entertainment Weekly, "o segundo ano de Arrow não mostra nenhum sinal de desgaste". O site Rotten Tomatoes deu índice de 95% de aprovação dos críticos e com uma classificação média de 8,15/10 baseado em 12 comentários. O site disse: "A segunda temporada de Arrow possui uma ação ainda mais fantástica, além de um elenco cada vez melhor com personagens intrigantes e ricamente escritos".
Apesar de receber respostas positivas para a estréia da terceira temporada, a segunda metade da terceira temporada recebeu duras críticas. As sequencias de flashback foram caracterizadas como esporádicas e "supérfluas", com Ra's al Ghul descrito como um "vilão" raso e "subutilizado", ausente de claro antagonismo ", mesmo Matt Nable sendo elogiado por sua interpretação do personagem. Além disso, o uso de um personagem tão importante da galeria de vilões do Batman, a apresentação da  da "Filha do Demônio" e várias outras histórias do Batman e Ra's al Ghul aplicadas na história de Oliver Queen, sofreram duras críticas dos telespectadores, que acusaram a série de criar um "falso" Batman. No site Rotten Tomatoes, a terceira temporada tem um índice de 90% de aprovação dos críticos e com uma classificação média de 8,37/10 baseado em 9 comentários. O site disse: "Arrow permanece no eixo com novos personagens e um suprimento cheio de ação".
A quarta temporada recebeu críticas mistas. A temporada ganhou elogios às cenas de ação e ao desempenho de Neal McDonough como Damien Darhk. No entanto, também recebeu críticas cada vez mais negativas por seus flashbacks mundanos, falta de foco narrativo e um final da temporada morno. Ryan Fleming, do Deadbeatspanel.com, observou que Arrow estava "honrando os quadrinhos, mas isso não se deve a eles. Os personagens ... foram introduzidos, mas não são réplicas exatas de seus colegas de quadrinhos. Lesley Goldberg, do The Hollywood Reporter, observou que a personagem Thea "Speedy" Queen estava totalmente desconexa das histórias em quadrinhos, bem como a tendência da personagem para matar. O site Rotten Tomatoes atribuiu a quarta temporada da série um índice de 85% de aprovação dos críticos e com uma classificação média de 7,55/10 baseado em 10 comentários. O site disse: "A quarta temporada de Arrow surge com um novo tom refrescante, um novo vilão e uma história emocionante."
A quinta temporada recebeu críticas principalmente positivas dos críticos, elogiando as performances de Stephen Amell e Josh Segarra, as sequências de ação, a narrativa e o final da temporada. O IGN deu à quinta temporada uma pontuação de 8,7/10, afirmando que "conseguiu superar e recuperar muito da memorável série que era em suas duas primeiras temporadas". O site Rotten Tomatoes atribuiu a quinta temporada um índice de 88% de aprovação dos críticos e com uma classificação média de 7,38/10 baseado em 13 comentários. O site disse: "Nenhuma estranheza ou reviravolta dramática, a quinta temporada de Arrow continua a introduzir novos vilões e surpreender os espectadores, apesar de algumas inconsistências".
A sexta temporada recebeu críticas mistas dos críticos. A IGN deu à sexta temporada uma pontuação de 6,7/10, afirmando que "capturou a série no seu melhor e pior, com um final forte resgatando meses de decepção". O site Rotten Tomatoes atribuiu um índice de 64% de aprovação e com uma classificação média de 6,86/10 baseado em 7 comentários. O site disse: "A sexta temporada de Arrow lida com as consequências da explosão no final da quinta temporada e promete uma mudança drástica de direção para a série".
A sétima temporada recebeu críticas mais favoráveis do que a temporada anterior, com 7,4/10 da IGN, sendo atribuído ao trabalho de Beth Schwartz em dar nova vida e energia a série. Foi dado um sucesso particular às performances de Stephen Amell e Emily Bett Rickards, bem como a novas direções para o show, através de "maior disposição para correr riscos e se aventurar em um novo caminho este ano, mesmo que muitas vezes exagerasse mais do que poderia com o seu elenco grande elenco." O site Rotten Tomatoes atribuiu um índice de 88% de aprovação e com uma classificação média de 7,35/10 baseado em 221 comentários.
A oitava temporada da série recebeu do site Rotten Tomatoes um índice de 95% de aprovação e com uma classificação média de 8,09/10 baseado em 79 comentários.

### Prêmios e indicações
| Ano  | Prêmio                                    | Categoria                                                               | Nomeado(s) | Resultado |
| ---- | ----------------------------------------- | ----------------------------------------------------------------------- | --- | --------- |
| 2012 | Satellite Awards                          | Melhor série de televisão                                               | Arrow | Indicado  |
| 2012 | IGN Awards                                | Melhor herói da TV                                                      | Stephen Amell | Indicado  |
| 2013 | People's Choice Awards                    | Nova série dramática                                                    | Arrow | Indicado  |
| 2013 | Leo Awards                                | Produção                                                                | Joseph Patrick Finn, Greg Berlanti, Marc Guggenheim, Andrew Kreisberg, Melissa Kellner Berman, Drew Greenberg, Jennifer Lence, Wendy Mericle, Carl Ogawa | Indicado  |
| 2013 | Leo Awards                                | Cinematografia                                                          | Glen Winter ("Pilot") | Venceu    |
| 2013 | Leo Awards                                | Cinematografia                                                          | Gordon Verheul ("Lone Gunman") | Indicado  |
| 2013 | Leo Awards                                | Melhor Efeitos Visuais                                                  | Jean-Luc Dinsdale, Pauline Burns, Andrew Orloff, Dave Gauthier ("Burned")                                                                                | Venceu    |
| 2013 | Leo Awards                                | Melhor Design de Produção                                               | Richard Hudolin ("Pilot") | Venceu    |
| 2013 | Leo Awards                                | Melhor Diretor de Elenco                                                | Coreen Mayrs, Heike Brandstatter ("An Innocent Man") | Indicado  |
| 2013 | Leo Awards                                | Melhor Coordenação de Ação                                              | J.J. Makaro ("Pilot") | Venceu    |
| 2013 | Leo Awards                                | Melhor Coordenação de Ação                                              | J.J. Makaro ("Vertigo") | Indicado  |
| 2013 | Saturn Awards                             | Melhor série de televisão juvenil                                       | Arrow | Indicado  |
| 2013 | Teen Choice Awards                        | Choice TV: Melhor série de Fantasia/Ficção Científica                   | Arrow | Indicado  |
| 2013 | Teen Choice Awards                        | Choice TV: Melhor série Breakout                                        | Arrow | Indicado  |
| 2013 | Teen Choice Awards                        | Choice TV: Melhor ator de série de Fantasia/Ficção Científica           | Stephen Amell | Indicado  |
| 2013 | Teen Choice Awards                        | Choice TV: Melhor estrela Breakout                                      | Stephen Amell | Indicado  |
| 2013 | Teen Choice Awards                        | Choice TV: Melhor atriz de série de Fantasia/Ficção Científica          | Katie Cassidy | Indicado  |
| 2013 | Canadian Society of Cinematography Awards | Melhor cinematografia de série de TV dramática                          | Glen Winter | Venceu    |
| 2013 | Broadcast Music Inc.                      | BMI Television Music Awards (Melhor trilha sonora da TV)                | Blake Neely | Venceu    |
| 2013 | TV Guide Award                            | Melhor "Nova Série"                                                     | Arrow | Venceu    |
| 2014 | IGN Awards                                | Melhor Herói da TV                                                      | Stephen Amell/Arrow | Indicado  |
| 2014 | People's Choice Awards                    | Melhor Ator Ficção Científica/Fantasia de TV                            | Stephen Amell | Indicado  |
| 2014 | Satellite Awards                          | Melhor série de televisão                                               | Arrow | Indicado  |
| 2014 | Saturn Awards                             | Melhor Série de TV Juvenil                                              | Arrow | Indicado  |
| 2014 | Leo Awards                                | Produção                                                                | Greg Berlanti, Joseph P. Finn, Marc Guggenheim, Andrew Kreisberg, Wendy Mericle                                                                          | Indicado  |
| 2014 | Leo Awards                                | Cinematografia                                                          | Gordon Verheul ("Sacrifice") | Indicado  |
| 2014 | Leo Awards                                | Maquiagem                                                               | Danielle Fowler ("Keep Your Enemies Closer") | Indicado  |
| 2014 | Leo Awards                                | Coordenação de Ação                                                     | J. J. Makaro ("The Scientist") | Indicado  |
| 2014 | Leo Awards                                | Melhor Atuação - Masculino                                              | Stephen Amell ("Crucible") | Indicado  |
| 2014 | Leo Awards                                | Melhor Atuação - Feminino                                               | Emily Bett Rickards ("Three Ghosts") | Indicado  |
| 2014 | Constellation Awards                      | Melhor Atuação Masculina em Episódio de Ficção Científica da TV em 2013 | Stephen Amell ("The Odyssey") | Indicado  |
| 2014 | Constellation Awards                      | Melhor Série de Ficção Científica da TV em 2013                         | Arrow | Indicado  |
| 2014 | Teen Choice Awards                        | Choice TV: Melhor série de Fantasia/Ficção Científica                   | Arrow | Indicado  |
| 2014 | Teen Choice Awards                        | Choice TV: Estrela Revelação Feminina                                   | Emily Bett Rickards/Arrow | Indicado  |
| 2014 | Young Hollywood Awards                    | Super Super-herói                                                       | Stephen Amell | Indicado  |
| 2015 | Saturn Awards                             | Melhor Adaptação de Super-herói em Séries de TV                         | Arrow | Indicado  |
| 2015 | Leo Awards                                |                                                                         | |           |
| 2015 | Cinematografia                            | C. Kim Miles ("Blind Spot")                                             | Indicado |           |
| 2015 | Figurinos                                 | Maya Mani ("Suicide Squad")                                             | Indicado |           |
| 2015 | Melhor Atuação - Feminino                 | Emily Bett Rickards ("Left Behind")                                     | Indicado |           |
| 2015 | Teen Choice Awards                        | Choice TV: Melhor série de Fantasia/Ficção Científica                   | Arrow | Indicado  |
| 2015 | Teen Choice Awards                        | Choice TV: Melhor ator de série de Fantasia/Ficção Científica           | Stephen Amell | Indicado  |
| 2015 | Teen Choice Awards                        | Choice TV: Melhor atriz de série de Fantasia/Ficção Científica          | Emily Bett Rickards | Indicado  |
| 2015 | Teen Choice Awards                        | Choice TV: Beijo apaixonado                                             | Stephen Amell & Emily Bett Rickards | Indicado  |
| 2015 | Teen Choice Awards                        | Choice TV: Vilão                                                        | Matt Nable | Indicado  |
| 2015 | PRISM Awards                              | Atuação realista no abuso de drogas                                     | Katie Cassidy | Venceu    |
| 2016 | People's Choice Awards                    | Favorite Network TV Sci-Fi/Fantasy                                      | Arrow | Indicado  |
| 2016 | Saturn Awards                             | Best Superhero Adaptation Television Series                             | Arrow | Indicado  |
| 2016 | Teen Choice Awards                        | Choice TV Show: Fantasy/Sci-Fi                                          | Arrow | Indicado  |
| 2016 | Teen Choice Awards                        | Choice TV Actress: Fantasy/Sci-Fi                                       | Emily Bett Rickards | Indicado  |
| 2016 | Teen Choice Awards                        | Choice TV: Liplock                                                      | Stephen Amell & Emily Bett Rickards | Indicado  |
| 2017 | People's Choice Awards                    | Favorite Network TV Sci-Fi/Fantasy                                      | Arrow | Indicado  |
| 2017 | Saturn Awards                             | Best Superhero Adaptation Television Series                             | Arrow | Indicado  |
| 2017 | MTV Movie & TV Awards                     | Best Hero                                                               | Stephen Amell | Indicado  |
| 2017 | Leo Awards                                | Best Lead Performance by a Female in a Dramatic Series                  | Emily Bett Rickards | Indicado  |
| 2017 | Leo Awards                                | Best Cinematography in a Dramatic Series                                | Shamus Whiting-Hewlett | Indicado  |
| 2017 | Leo Awards                                | Best Stunt Coordination in a Dramatic Series                            | Curtis Braconnier, Eli Zagoudakis | Venceu    |
| 2017 | Teen Choice Awards                        | Choice TV Actor: Action                                                 | Stephen Amell | Indicado  |
| 2017 | Teen Choice Awards                        | Choice TV Actress: Action                                               | Emily Bett Rickards | Indicado  |
| 2017 | Teen Choice Awards                        | Choice TV Show: Action                                                  | Arrow | Indicado  |
| 2017 | Teen Choice Awards                        | Choice TV Villain                                                       | Josh Segarra | Indicado  |
| 2018 | People's Choice Awards                    | The Sci-Fi/Fantasy Show of 2018                                         | Arrow | Indicado  |
| 2018 | Saturn Awards                             | Best Superhero Adaptation Television Series                             | Arrow | Indicado  |
| 2018 | Teen Choice Awards                        | Choice TV Actor: Action                                                 | Stephen Amell | Indicado  |
| 2018 | Teen Choice Awards                        | Choice TV Actress: Action                                               | Emily Bett Rickards | Indicado  |
| 2018 | Teen Choice Awards                        | Choice TV Ship                                                          | Stephen Amell & Emily Bett Rickards | Indicado  |
| 2018 | Teen Choice Awards                        | Choice TV Show: Action                                                  | Arrow | Indicado  |
| 2019 | Leo Awards                                | Best Stunt Coordination in a Dramatic Series                            | Jeff Robinson, Eli Zagoudakis ("The Slabside Redemption")                                                                                                | Venceu    |
| 2019 | Saturn Awards                             | Best Superhero Television Series                                        | Arrow | Indicado  |
| 2019 | Teen Choice Awards                        | Choice TV Show: Action                                                  | Arrow | Indicado  |
| 2019 | Teen Choice Awards                        | Choice TV Actor: Action                                                 | Stephen Amell | Venceu    |
| 2019 | Teen Choice Awards                        | Choice TV Actress: Action                                               | Emily Bett Rickards | Indicado  |
| 2019 | People's Choice Awards                    | The Sci-Fi/Fantasy Show of 2019                                         | Arrow | Indicado  |

## Outras mídias
Arrow gerou outras mídias e spin-offs, incluindo quadrinhos digitais e mini-episódios baseados na Internet com personagens da série.

### Histórias em quadrinhos

#### Arrow (2012–13)
Para promover a série, a DC Comics produziu uma amostra de quadrinhos de 10 páginas para a San Diego Comic-Con de 2012, escrita por Kreisberg, ilustrada por Omar Francia e apresentando uma capa do artista Mike Grell. A história em quadrinhos foi considerada pela equipe de produção como compartilhando o mesmo cânone da série, com Kreisberg comentando: "[Para] qualquer um que obtiver uma cópia: segure-a e conforme a série avança, você apreciará mais e mais." Posteriormente, foi lançado gratuitamente online. Em 10 de outubro de 2012, a DC Comics estreou uma série semanal de quadrinhos digital escrita por Kreisberg e Guggenheim e desenhada por vários artistas, incluindo Mike Grell, que permaneceu em continuidade com a série de televisão. Os quadrinhos deveriam ser lançados inicialmente como capítulos digitais e, mais tarde, agrupados para produzir edições impressas mensais. A série durou 36 capítulos, estendendo-se até junho de 2013. Estes foram coletados, juntamente com o quadrinho de visualização inicial, em dois volumes com o primeiro lançado digitalmente em outubro de 2013 e o segundo nos formatos impresso e digital em maio de 2014. Titan Magazines publicou os quadrinhos em formato físico no Reino Unido. O primeiro número foi publicado em 17 de outubro de 2013 e continha os quatro primeiros capítulos da série, sendo a série completa com 6 números.

#### Arrow: Season 2.5 (2014-15)
Uma continuação do título digital original, Arrow: Season 2.5, é escrito por Guggenheim e Keto Shimizu, um dos editores e escritores executivos da história, com arte de Joe Bennett e Jack Jadson. Arrow 2.5 pretende contar uma história contínua em dois arcos, que se encaixa na narrativa da televisão. Guggenheim afirmou: "Tentamos incluir todos os elementos que as pessoas gostam sobre a série ... Vamos ver o que aconteceu com o Detetive Lance depois que ele desmaiou no final da segunda temporada. Uma boa parte do as questões candentes que sobraram serão respondidas na história em quadrinhos. Particularmente na segunda metade da série, vamos começar a apresentar os personagens [na história em quadrinhos] que você verá na 3ª temporada ... antes de aparecerem na TV." Sobre a relação dos quadrinhos com a terceira temporada do programa, Guggenheim disse: "A terceira temporada foi projetada para se manter por conta própria, sem exigir que ninguém fizesse qualquer leitura externa. Mas o que o quadrinho vai dar é uma apreciação mais profunda de alguns dos momentos [da série] e uma experiência narrativa mais completa. Se você quiser se aprofundar na história, é para isso que serve a temporada 2.5. "Shimizu acrescentou que os quadrinhos também permitem que os escritores" realizem coisas na página que são quase impossíveis de fazer com nossa programação de produção e d nosso orçamento", incluindo sequências de ação maiores, bem como visitas a locais como Kahndaq que não podem ser recriados no programa. Além disso, a série tem de uma a duas páginas de cada edição dedicada ao Esquadrão Suicida, levando a sua própria edição posteriormente.  O personagem Caleb Green, que tem ligações com Robert Queen, foi criado especificamente para os quadrinhos. Guggenheim disse "O objetivo é terminar a temporada 2.5 basicamente cinco minutos antes do início da terceira temporada." A história em quadrinhos foi lançada digitalmente a cada duas semanas em 1 de setembro de 2014, com seu primeiro lançamento físico apresentando uma coleção de lançamentos digitais lançados em 8 de outubro. A série apresentou 24 edições digitais, que constituíram 12 edições físicas.

#### Arrow: The Dark Archer (2016)
Uma terceira série, Arrow: The Dark Archer, foi escrita por Barrowman com sua irmã Carole e com uma equipe de arte liderada por Daniel Sampere. A história em quadrinhos, inicialmente definida entre as temporadas três e quatro do show antes de voltar, explora um jovem Malcolm Merlyn e seu passado, com Corto Maltese e Nanda Parbat. Barrowman, que inicialmente apresentou a série para a DC Comics como outra com a capacidade de contar a história de Merlyn, disse que "tinha uma história de fundo em minha cabeça para Malcolm desde o início e muito disso apareceu em nossos quadrinhos e na tela. Eu acho que sempre foi meu trabalho ajudar o público a se relacionar com Malcolm de alguma forma, apesar de sua moral questionável e modos malignos." Os produtores executivos Guggenheim e Kreisberg ajudaram os Barrowmans a garantir que a história se encaixasse na continuidade da série. A série de 12 capítulos foi lançada digitalmente a cada duas semanas a partir de 13 de janeiro de 2016, antes de toda a história ser coletada em uma única edição impressa em setembro de 2016.

### Blood Rush
Em 6 de novembro de 2013, uma série de curtas de seis episódios, intitulada Blood Rush, estreou junto com a transmissão do programa, bem como online. A série, que foi apresentado pela Bose, e apresenta publicidade indireta para os produtos da Bose, foi filmada nas locações em Vancouver, semelhante do programa principal. A minissérie apresenta Emily Bett Rickards, Colton Haynes e Paul Blackthorne reprisando seus papéis de Felicity Smoak, Roy Harper e Quentin Lance, respectivamente.
Os episódios ambientados no decorrer da segunda temporada da série de televisão, mostram Roy indo a Queen Consolidated para ter um encontro com Oliver. Quando ele está fora, Felicity diz a Roy para esperar no saguão. Enquanto Roy sai, o policial Lance liga para Felicity, dizendo a ela que a amostra de sangue que a polícia de Starling City encontrou no vigilante, que Felicity destruiu, ressurgiu. Felicity então liga para Roy, usando o codificador de voz de Oliver, pedindo-lhe que entre no laboratório para recuperar a amostra. Felicity guia Roy pelo laboratório, onde ele consegue recuperar a amostra. Quando Roy está saindo, os médicos entram na sala, aparentemente prendendo-o. Ele notifica Felicity, que então invade o sistema de PA do prédio, e emite um aviso de evacuação, dando a Roy a chance de escapar. Roy sai da sala antes que ele entre na trava e consegue evitar dois guardas com a ajuda de Felicity e sair do laboratório. Roy retorna à Queen Consolidated, e Felicity se oferece para enviar a amostra adquirida para Roy quando ele for se encontrar com Oliver.

### Videogames
Uma skin do Arqueiro Verde baseada na aparição de Oliver Queen em Arrow aparece no videogame Injustice: Gods Among Us como conteúdo para download. A skin jogável foi dada como uma recompensa de bônus aos primeiros 5.000 votantes da competição promocional Battle Arena do Injustice, mas foi lançada posteriormente como um download gratuito. Stephen Amell empresta sua voz e semelhança à pele.
Lego Batman 3: Beyond Gotham apresenta um pacote de conteúdo para download de Arrow que adiciona vários personagens jogáveis, incluindo o Arqueiro, John Diggle, Felicity Smoak, Caçadora, Slade Wilson, Roy Harper, Canário e Malcolm Merlyn, bem como veículos e um nível exclusivo definido durante o tempo de Oliver em Lian Yu. Amell reprisou seu papel, além de dar voz ao tradicional Arqueiro Verde no jogo, enquanto Cynthia Addai-Robinson reprisou seu papel como Amanda Waller.
O videogame Lego DC Super-Villains apresenta DLC inspirado por Arrow no "DC Super Heroes: TV Series DLC Character Pack". O pacote DLC inclui Átomo, Arqueiro Verde e Sr. Incrível como personagens jogáveis.

### Novels
Em 23 de fevereiro de 2016, a Titan Books lançou Arrow: Vengeance, um novel tie-in de Oscar Balderrama e Lauren Certo, que é centrado antes e durante a segunda temporada de Arrow, que detalha a origem de Slade Wilson, Sebastian Blood e Isabel Rochev, e como eles eventualmente se encontram e colaboram uns com os outros para lutar contra o alter ego de Oliver como visto na série de televisão. Em 29 de novembro de 2016, a Titan Books lançou The Flash: The Haunting of Barry Allen, um novel tie-in escrito por Susan e Clay Griffith, ambientada durante a segunda temporada de The Flash e a quarta temporada de Arrow, que apresenta personagens de ambos shows; a história continuou em Arrow: A Generation of Vipers, lançado em 28 de março de 2017, novamente escrito pelos Griffiths.
Em agosto de 2017, foi confirmado que o produtor executivo da Arrow, Marc Guggenheim, seria co-autor de uma quarta novel, ao lado de James R. Tuck, intitulado Arrow: Fatal Legacies, que foi lançado em janeiro de 2018. A novel se concentra em eventos entre a final da quinta temporada e a estreia da sexta temporada.

### Guias
O primeiro guia a ser lançado foi Arrow: Heroes and Villains de Nick Aires e publicado pela Titan Books, lançado em fevereiro de 2015. Descrito como "um companheiro" da série, o livro apresenta seções sobre os vários personagens da série, juntamente com descrições, planos de fundo, origens dos quadrinhos e "onde eles se encontram no final da segunda temporada de Arrow".
Uma continuação de Heroes and Villains do mesmo autor e editora, intitulada Arrow: Oliver Queen's Dossier, foi lançada em outubro de 2016, durante a quinta temporada da série. O livro é apresentado como informações coletadas pelo Arqueiro Verde e Felicity Smoak ao longo de seus quatro anos de atividade. Incluídos no livro estão "notas manuscritas" e "relatórios policiais" sobre o Arqueiro Verde e aqueles que ele almeja.

## Universo Arrow

### Spin-offs
Em Julho de 2013, foi anunciado que Berlanti e Kreisberg, juntamente com Nutter e Geoff Johns, criariam uma série de televisão, The Flash, baseada no personagem de mesmo nome, com uma história de origem para Barry Allen. O personagem, interpretado pelo ator Grant Gustin, estava programado para aparecer em três episódios da segunda temporada de Arrow, com o último servindo de um episódio piloto da nova série. No entanto, foi anunciado em Novembro de 2013 que o piloto da exibido em Arrow não aconteceria, e que seria feito um episódio piloto tradicional. Em Janeiro de 2015, o presidente da The CW, Mark Pedowitz, anunciou a intenção de fazer um crossover entre Flash e Arrow a cada temporada, também, foi anunciado pelo canal a criação da websérie animada, Vixen, apresentando a heroína da DC de mesmo nome e ambientada no mesmo universo de Arrow e The Flash, com sua estreia na The CW Seed no final de 2015. Mais tarde, a a personagem fez uma aparição live action em Arrow no episódio da quarta temporada "Levado". No mês seguinte, foi relatado que uma série spin-off de super-heróis estava em discussão pela The CW para um possível lançamento na temporada de 2015-16. Berlanti e Kreisberg seriam os produtores executivos ao lado de Guggenheim e Sarah Schechter. A série em potencial seria feita por vários personagens recorrentes de Arrow e The Flash, com a possibilidade de outros personagens de Arrow / Flash passarem a fazer parte dessa nova série também. Em Maio de 2015, a The CW anunciou oficialmente a série, intitulada Legends of Tomorrow.
Durante o episódio 100 de Arrow na quinta temporada, alguns personagens das temporadas anteriores retornaram e apareceram em "Invasão!", um episódio crossover com Supergirl, The Flash, Arrow e Legends of Tomorrow, onde Thea, Diggle, Sara, Ray e Oliver são sequestrados pelos Dominadores e foram colocados em um estado de sonho para reunir informações, enquanto era lhes mostrados como seriam suas vidas se Oliver nunca tivesse entrado no barco. Nas temporadas posteriores outros crossover ocorreram, estes, "Crise na Terra-X" em 2017, e "Outros Mundos" em 2018, e "Crise em Terras Infinitas" em 2019-2020.
Em Agosto de 2019, foi relatado que outro spin-off sem título estava em desenvolvimento. Em Setembro, o Hollywood Reporter confirmou que a The CW estava desenvolvendo uma série spin-off liderada por mulheres, com Katherine McNamara, Katie Cassidy Rodgers e Juliana Harkavy como protagonistas, reprisando seus papéis de Arrow. O relatório também confirmou que um episódio da temporada final de Arrow serviria como um episódio piloto" para a série em potencial. McNamara anunciou em sua página no Twitter em Outubro que a série derivada seria chamada de Arqueira Verde e as Canários, e que as filmagens do episódio já haviam começado, este sendo o episódio 9 da oitava temporada de Arrow.

### Constantine
Em Agosto de 2015, foi confirmado que Matt Ryan apareceria em Arrow no episódio da quarta temporada "Assombrado", para um "episódio único" que envolveria seu personagem sendo trazido para lidar com as consequências da a ressurreição de Sara Lance (Caity Lotz) através do poço de Lázaro, de Ra's al Ghul. Devido a Arrow e Constantine compartilharem o mesmo estúdio, os produtores de Arrow também conseguiram adquirir as roupas originais de Ryan. John Badham, que era diretor de Constantine, dirigiu o episódio de crossover. Ao filmar o episódio, Guggenheim afirmou que parecia que a equipe de produção estava "fazendo um crossover Constantine / Arrow, e era tão emocionante ... estamos muito felizes por termos a chance de estender a corrida de Matt Ryan como Constantine por pelo menos um mais uma hora de televisão. Acho que você verá que ele se encaixa muito bem em nosso universo. Nada forçado, parece certo."